# Săcel (Harghita)
Săcel é uma comuna romena localizada no distrito de Harghita, na região histórica da Transilvânia. A comuna possui uma área de 77.30 km² e sua população era de 1347 habitantes segundo o censo de 2007.